# Зёйдас
Зёйдас (нидерл. Zuidas — «Южная ось») — деловой район в Амстердаме, Северной Голландии (нидерл. Noord-Holland). Также известен под названием «Финансовая миля». Расположен между рекой Амстел и поворотом Южной кольцевой автодороги А10. Наибольшее влияние на развитие района оказали деловые кварталы Дефанс в Париже и Кэнэри Уорф в Лондоне. По размерам этот район сравним с Noordruimte/Espace в Брюсселе.

## Статистика
В районе находятся представительства более 400 компаний, половина из которых — международные, в том числе ING Group, ABN-Amro и Akzo Nobel.
Общая площадь квартала — около 270 га. С 1998 года было застроено свыше 500 тыс. м². В 2004 году был построен амстердамский Всемирный торговый центр. Средний объём продаж недвижимости в год — 45 тыс. м². В среднем на одного сотрудника в Зёйдасе приходится 19 м² офисных площадей.
Ежедневно Зёйдас посещают около 200 тыс. человек, из которых 80 тыс. являются сотрудниками расположенных в деловом районе компаний, а 15 тыс. — студентами находящихся здесь образовательных учреждений.

## Транспорт
В будущем в центре района планируется строительство железнодорожного вокзала Amsterdan Zuid, второго по значению вокзала Амстердама. Ожидается, что этот вокзал, связанный высокоскоростной магистралью Thalys с аэропортом Schiphol и такими городами, как Роттердам, Антверпен, Брюссель и Париж станет пятым по объёму пассажиропотока во всей Голландии. Кроме того, этот район будет связан с немецкой сетью скоростных магистралей ICE через Утрехт и Арнем.
Дорога из Зёйдаса в аэропорт Амстердама Схипхол занимает приблизительно 8 минут. Предположительно, в дальнейшем до аэропорта будет проложена прямая ветка метро. Группа компаний, включающая аэропорт Схипхол, Amsterdam Zuid и город Алмере, предложила продолжить ещё одну высокоскоростную магистраль.

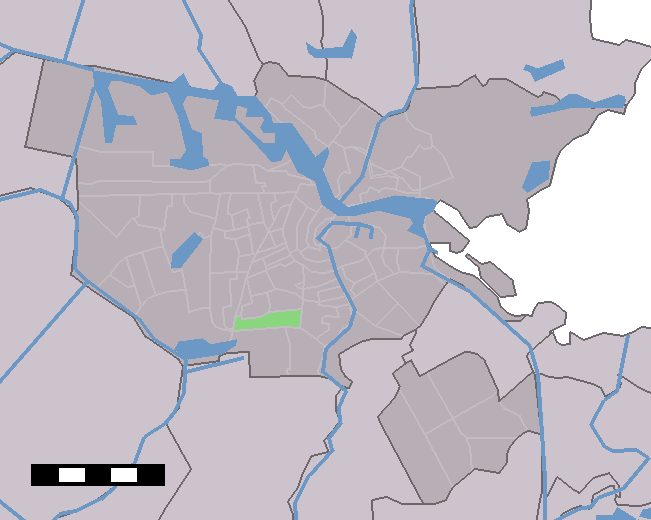
Зёйдас на карте Амстердама

Зёйдас тесно связан с другими деловыми районами Кольцевой линией метрополитена. Связь района с центром города укрепится после завершения строительства ветки метро, соединяющее север и юг города. Администрация Амстердама финансирует не только строительство линий метро, связывающих город с аэропортом, но и модернизацию подземно-наземной железной дороги, станция которой расположена в районе Amsterdam Zuid.
Предполагается, что крупные транспортные магистрали района Зёйдас, такие как Южная кольцевая-А10, будут убраны под землю, что принципиально преобразует весь район, но увеличит стоимость проекта на 2 млрд евро.

## Галерея

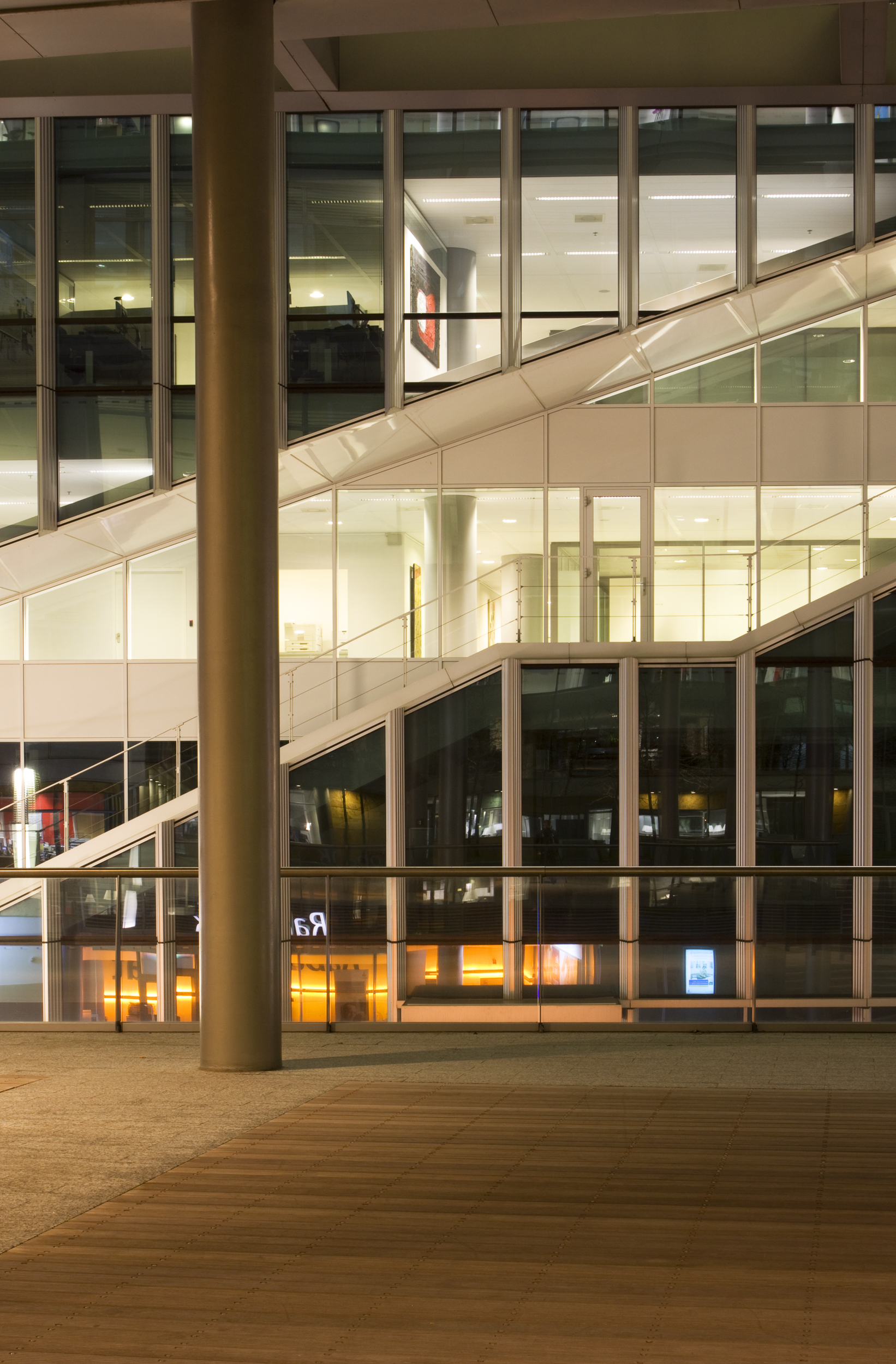
Постмодернистские здания квартала Зёйдас
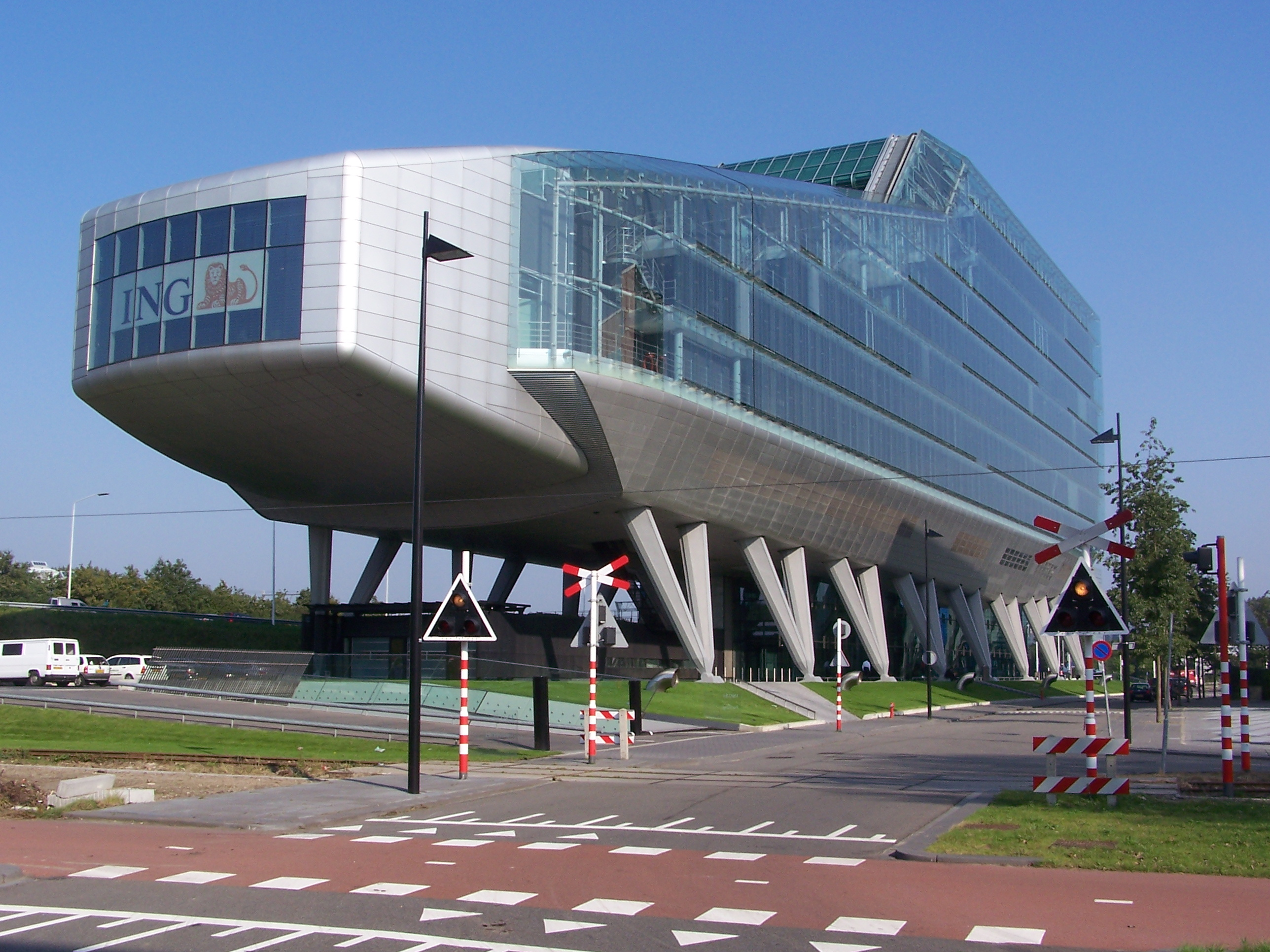
Штаб-квартира ING-Group в Зёйдасе, носящая прозвище «Ботинок»